# Pierre Poirier
Pour les articles homonymes, voir Poirier (homonymie).
Pierre Poirier (4 mars 1960 - ) est un auteur et un animateur de télévision québécois né à Ange-Gardien ayant vécu à St-Félix de Valois dans la région de Joliette. Il est aussi technicien en santé animale, diplômé du Cégep de La Pocatière.

## Filmographie
Il a coécrit et coanimé avec Sylvie Lussier de nombreuses émissions à la radio et à la télévision. Il a récemment écrit le scénario d'une bande dessinée nommée Street Poker.

### Animation télévision
- Zoolympique
- Bêtes pas bêtes plus
- M'as-tu lu?

### Auteur télévision
- 4 et demi...
- Les Aventures tumultueuses de Jack Carter
- L'Auberge du chien noir
- 5e rang

### Auteur cinéma
- L'Odyssée d'Alice Tremblay